# Wang Wusheng
Wang Wusheng est un photographe chinois né en 1945 dans la province de l'Anhui. Il est célèbre pour ses photographies en noir-et-blanc des monts Huang. Il vit et travaille à Shanghai et à Tokyo.

## Biographie
Wang Wusheng naît en 1945 à Wuhu dans la province de l'Anhui où il passe son enfance. Il est diplômé de l’École de physique de l’université d'Anhui.
À partir de 1974, il commence à photographier les monts Huang dans l'Anhui.
En 1981, il part s'installer au Japon. Il devient chercheur à la Fondation du Japon en 1983. Il étudie ensuite à l'Institut d'art de l'université Nihon au Japon grâce à une bourse reçue de la Fondation du Japon pour les études japonaises. Enfin, il étudie trois ans, à partir de 1986, à l'université des arts de Tokyo.
En 1990, il part aux États-Unis et vit un an New York. Sa renommée commence alors à se développer. En 1998, il expose Himmelsberge au musée d'histoire de l'art de Vienne. C'est la première fois qu'une exposition de photographie et d'un artiste encore vivant est organisée par le musée. Enfin en 2005, les missions permanentes de la Chine et du Japon auprès des Nations unies présentent Spirit of the East une exposition alliant des œuvres du maître japonais Kaii Higashiyama et des photographies de Wang Wusheng dans le hall d'accueil de l'Assemblée générale des Nations unies à l'occasion du 60e anniversaire de la création de l'organisation.
Ses photographies sont exposées dans de nombreuses collections privées et publiques, parmi elles la collection Friedrich Christian Flick à Berlin, le musée d'histoire de l'art de Vienne, le musée d'art national de Chine à Pékin, le musée des beaux-arts de Shanghai, le musée métropolitain de photographie de Tokyo, la galerie Robert Klein à Boston, le musée d'art de Krems an der Donau en Autriche, ainsi qu'en Russie, aux États-Unis et en Ukraine.

## Expositions collectives
- 1997 : The Gravity of the Mountains: Mountains and Inner Worlds from the Romantics to the Present, musée d'art de Krems an der Donau, Autriche
- 2001 : The Photo Exhibition of National Treasure Ganjinwajo, musée métropolitain de photographie de Tokyo, Japon [6]
- 2003 : Ganjinwajo: The Fine Art Photography Exhibition of 10 International Masters, Bibliothèque de Shanghai, Shanghai, Chine
- 2008 : Yellow Mountain: China's Ever-Changing Landscape, galerie Arthur M. Sackler, Washington, États-Unis
- 2012 : Contemporary Chinese Photography Rising Dragon, musée d'art de Krannert, Illinois, États-Unis
- 2012 : Contemporary Chinese Photography Rising Dragon, musée d'art de Katonah, New York, États-Unis [7]
- 2013 : Contemporary Chinese Photography Rising Dragon, musée d'art de San José, San José, États-Unis [8]
- 2015 : Chinese Photography : Twentieth Century and Beyond, Three Shadows Photography Art Centre, Pékin, Chine
- 2016 : Celestial Realm, Mt Huangshan, La Galerie, Hong-Kong [9]

## Expositions personnelles
- 1988 : Visions of the Tranquility of Mount Huangshan, musée d'art de Seibu, Tokyo, Japon
- 1993 : Verve of Mt. Huangshan, Mitsukoshi Main Store Gallery, Tokyo, Japon
- 1994 : Verve of Mt. Huangshan, Galerieat Prova, Tokyo; Galerie Oxy, Osaka; Isetan Art Hall, Niigata; Iwataya Art Gallery, Fukuoka; musée d'art national de Chine, Pékin, Chine
- 1995 : Verve of Mt. Huangshan, musée des beaux-arts de Shanghai, China
- 1996 : Verve of Mt. Huangshan, galerie Asakura, Tokyo, Japon
- 1998 : Himmelsberge, Musée d'histoire de l'art de Vienne, Vienne, Autriche
- 2000 : Celestial Mountains Musée métropolitain de photographie de Tokyo, Tokyo, Japon
- 2002 : Mount Huangshan, Galerie epSITE, Tokyo, Japon
- 2005 : Spirit of the East (avec Kaii Higashiyama), Organisation des Nations unies, New York, États-Unis
- 2006 : Spirit of the East (avec Kaii Higashiyama), Higashiyama Kaii Memorial Hall, Ichikawa, Japon
- 2008 : Yellow Mountains, Galerie Robert Klein, Boston, États-Unis
- 2010 : Hometown, Shanghai Mart, Shanghai, Chine
- 2013 : Celestial Realm, Barry Friedman, Ltd. New York, États-Unis
- 2014 : Celestial Realm, Brucie Collections Gallery, Kiev, Ukraine

## Presse
- 1981 : Mt. Huangshan: Works of Wang Wusheng, People's Fine Arts Publishing House, Pékin, Chine
- 1988 : Visions of the Tranquility of Mount Huangshan, Kodansha Ltd. Publisher—Tokyo, Japon 2011
- 1993 : Verve of Mt. Huangshan, Kodansha Ltd. Publisher, Tokyo, Japon Hometown, Anhui, Chine
- 1994 : Artistic Interpretation of the Huangshan Mountain, Kodansha Ltd. Publisher, Tokyo, Japon & China Youth Publishing House, Pékin, Chine
- 1998 : Himmelsberge Catalog, musée d'histoire de l'art de Vienne, Autriche & Skira Editore Publisher, Milan, Italie
- 2000 : Celestial Mountains Catalog, Japan-China Association, Tokyo, Japon
- 2005 : Celestial Realm: The Yellow Mountains of China, Abbeville Press Publisher, New York, États-Unis/Londres, Royaume-Uni
- 2006 : Huangshan, Montagnes célestes, Imprimerie nationale, Paris, France

## Collections
- Musée d'art national de Chine, Pékin, Chine
- Musée d'histoire de l'art de Vienne, Vienne, Autriche
- Galerie Arthur M. Sackler, Smithsonian Institution, Washington, États-Unis